# Pasmo Leluchowskie

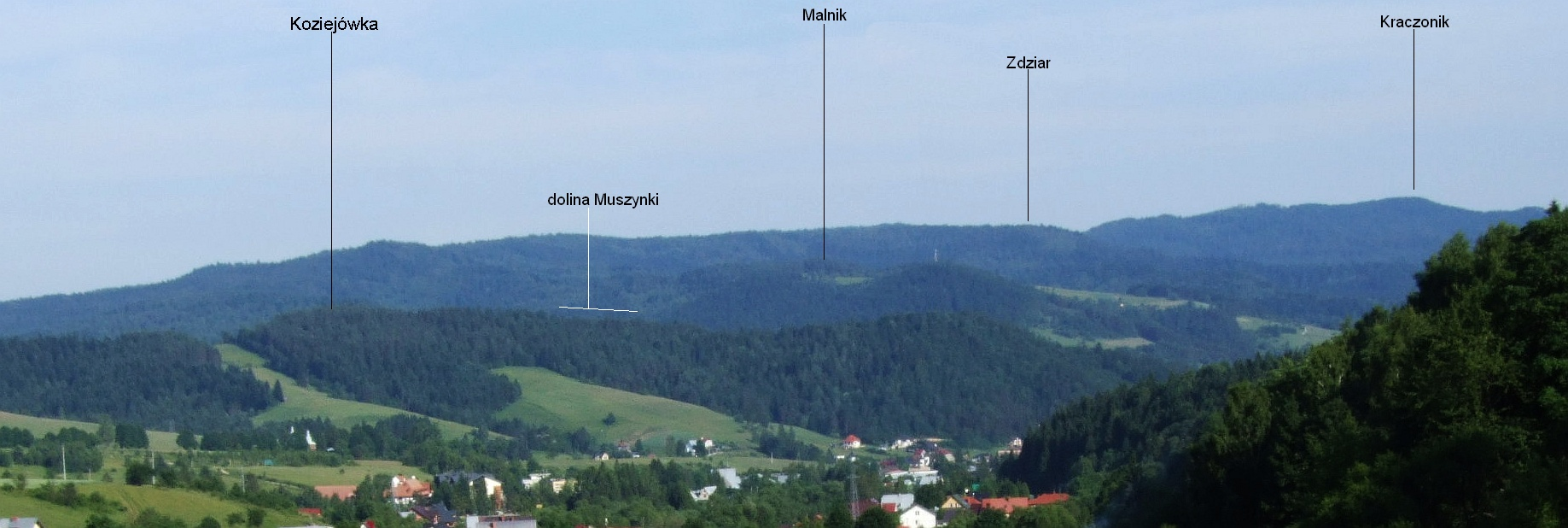
Góry Leluchowskie, widok ze Szczawnika

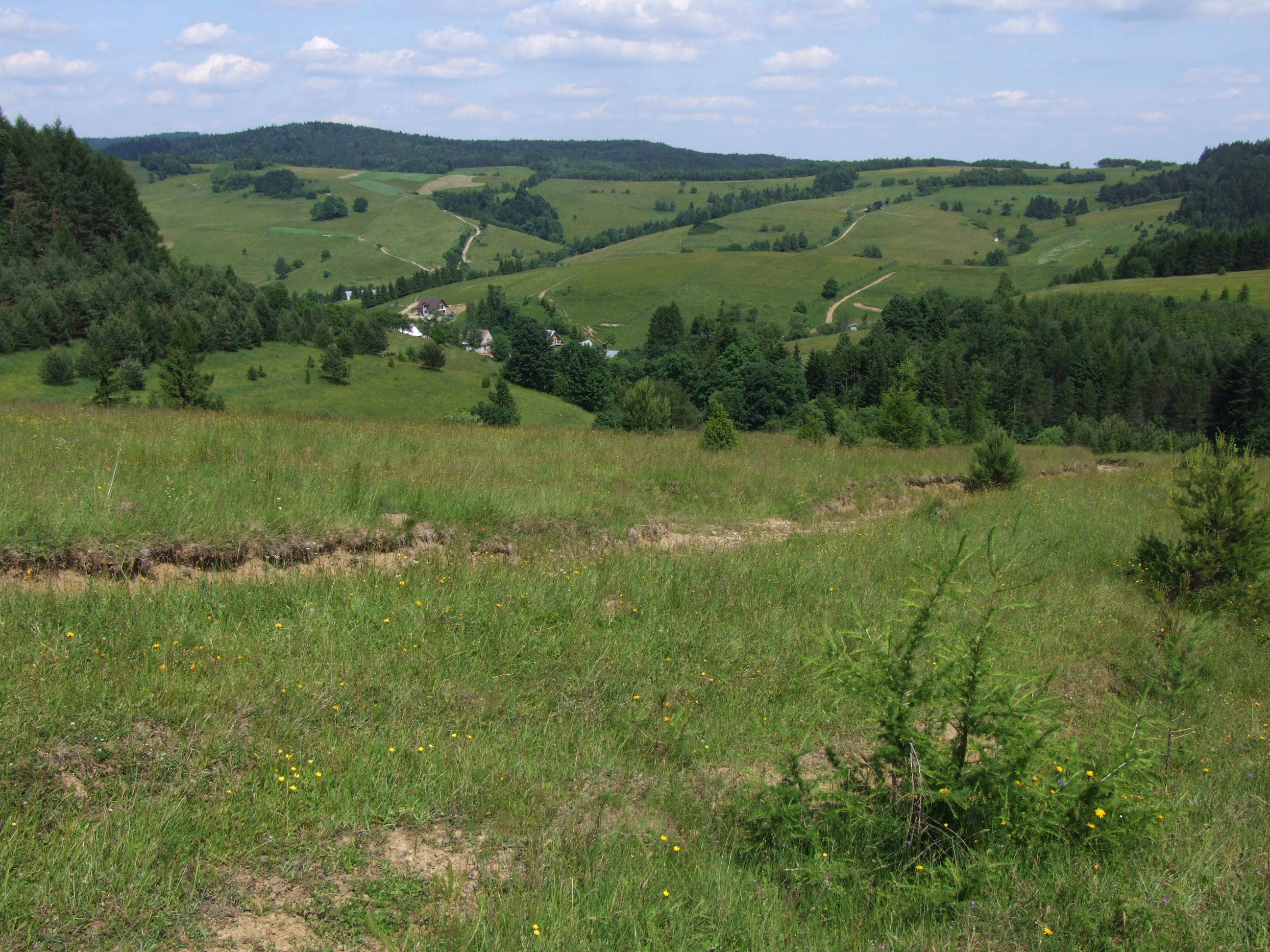
Okolice Wojkowej

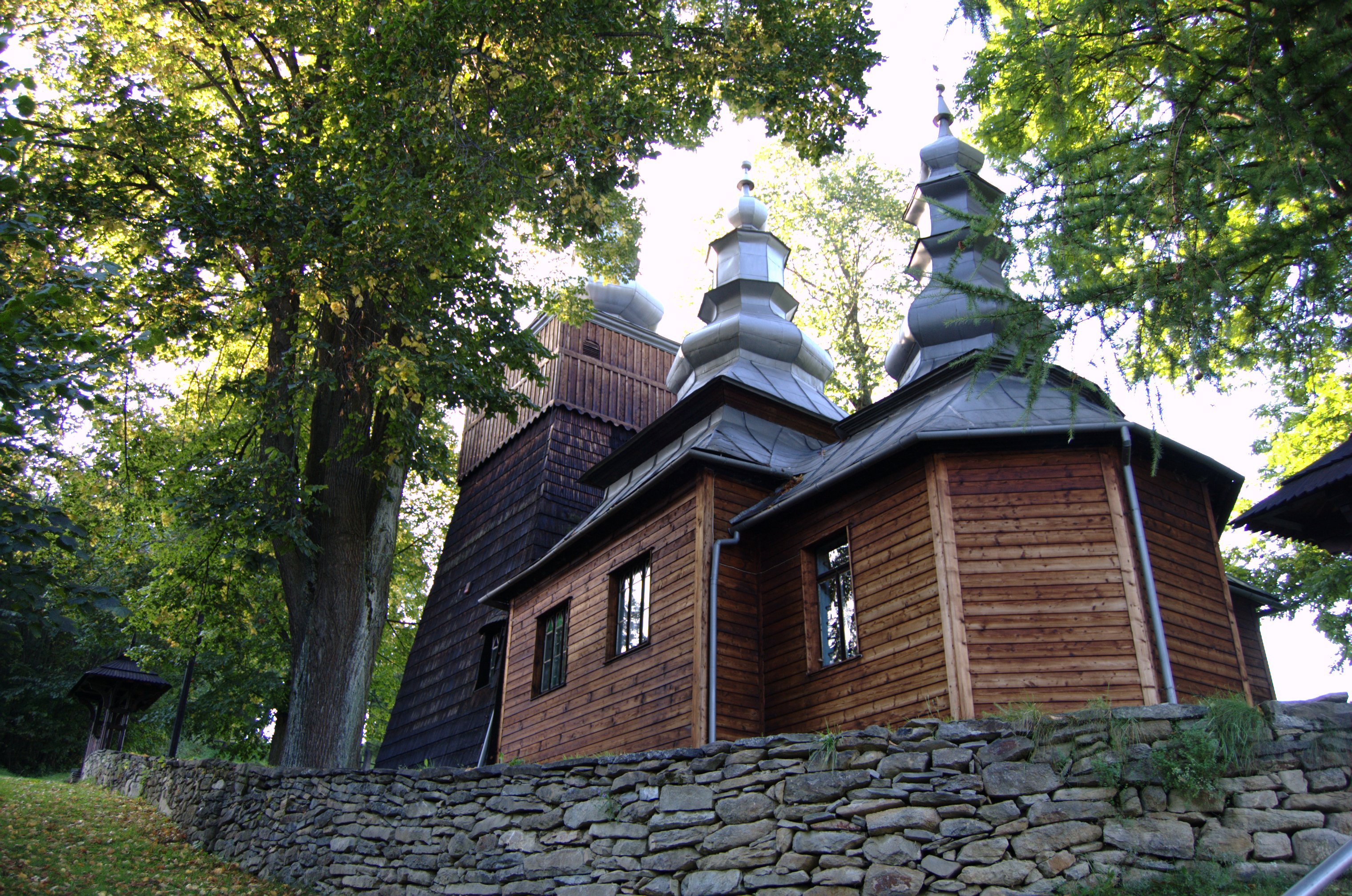
Cerkiew w Wojkowej

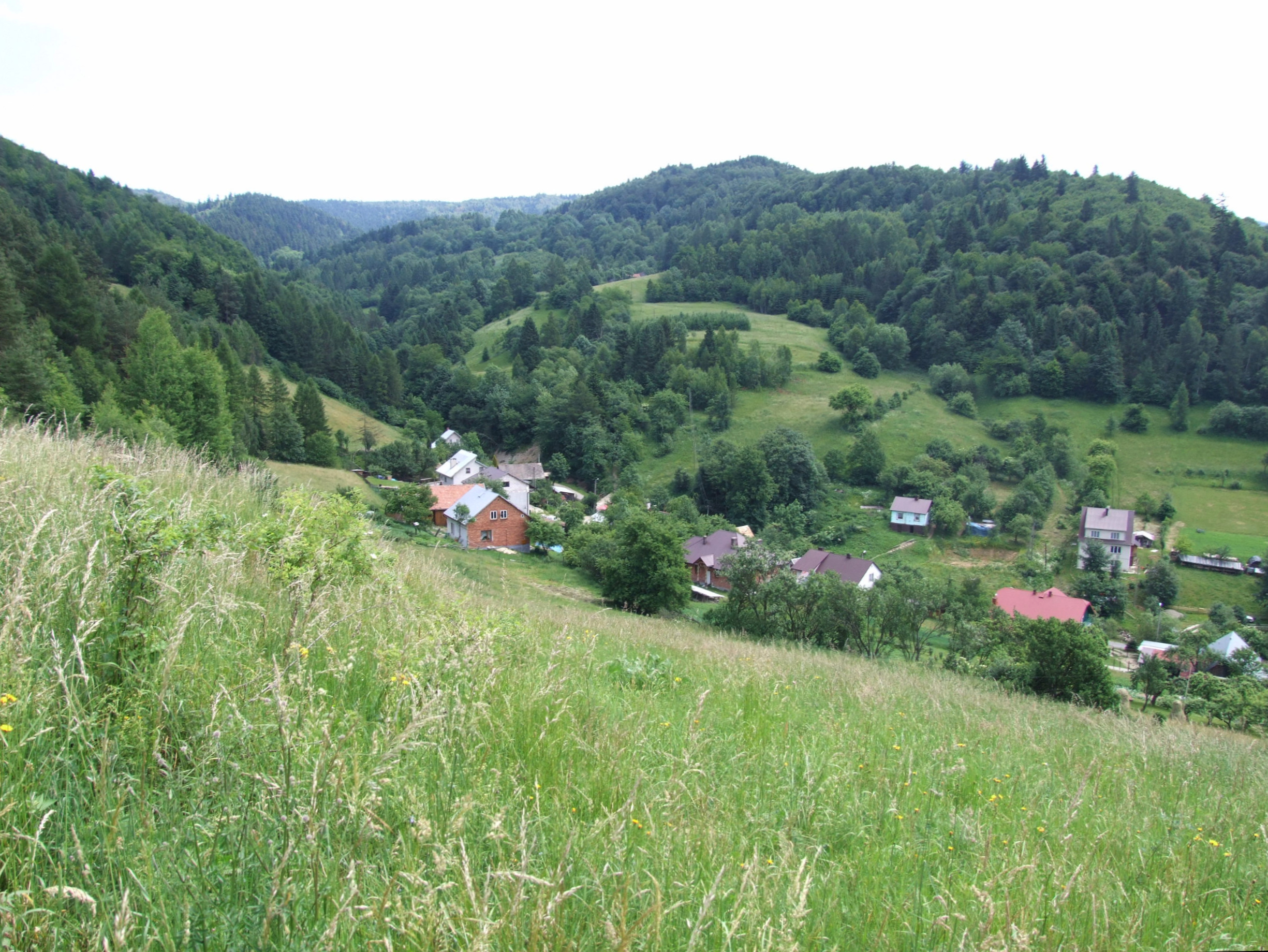
Osiedle Muszyny nad Podgórnym Potokiem

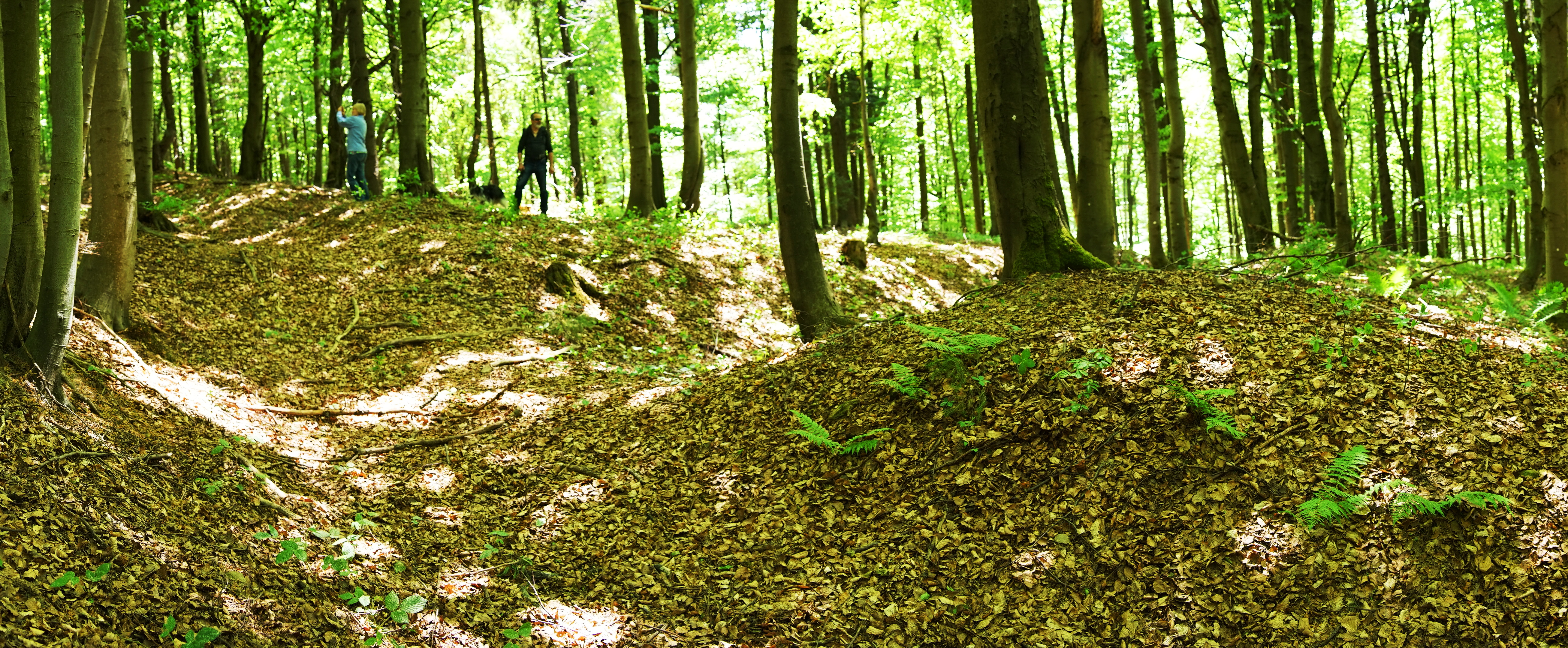
Rezerwat przyrody Okopy Konfederackie (obóz warowny z XVIII w.)

Pasmo Leluchowskie, zwane też Górami Leluchowskimi lub grupą Zimnego i Dubnego – niewielkie pasmo górskie w południowej Polsce (woj. małopolskie), na granicy ze Słowacją. W polskiej regionalizacji fizycznogeograficznej według Jerzego Kondrackiego (513.54) wchodzi w skład Beskidu Sądeckiego, w nowszej polskiej regionalizacji z 2018 r. zaliczane jest wraz z Górami Lubowelskimi do Pogórza Popradzkiego.

## Topografia
Pasmo Leluchowskie zamyka się w następujących granicach:
- od zachodu – dolina Popradu na odcinku od Leluchowa do Muszyny,
- od północy i wschodu – dolina Muszynki od ujścia do Popradu w Muszynie do źródeł na Przełęczy Tylickiej,
- od południa – w granicach Polski biegnie grzbietem wododziałowym między zlewnią Topľi a zlewnią Popradu, a następnie dolina potoku Smereczek od wsi Obruczne (Obručné) do jego ujścia do Popradu w Leluchowie[2].

Według naukowo opracowanej przez Jerzego Kondrackiego regionalizacji fizycznogeograficznej Polski Pasmo Leluchowskie należy do Beskidu Sądeckiego. Taki podział zaczął być stosowany po zamknięciu granicy państwowej w 1918 r. Przy tym podziale granica topograficzna poprowadzona doliną potoku Smereczek pokrywa się również z granicą państwową.
Najwyższym szczytem po polskiej stronie jest Kraczonik (936 m), a głównym zwornikiem jest Barwinek (863 m), najważniejszym jednak z turystycznego punktu widzenia jest Dubne, gdyż na nim znajduje się skrzyżowanie szlaków.

## Historia
Do II wojny światowej Góry Leluchowskie zamieszkałe były przez Łemków. Zostali oni wysiedleni w 1947 w ramach Akcji „Wisła”. Ich zabudowania zostały spalone, pozostały cerkwie i krzyże. Później osiedliła się tutaj napływowa ludność polska. Pod uprawę i zabudowania zajęto jednak tylko najlepsze tereny w dolinach. Nieużytkowane, liczne polany na grzbietach i stokach gór zostały zalesione, lub samorzutnie zarastają lasem. Bogdan Mościcki w przewodniku Beskid Sądecki i Małe Pieniny pisze: „Strasznymi chaszczami pokryły się dawne polany szczytowe Wysokiego Bereścia (894) a stare drogi grzbietowe w jego masywie zanikły”. U podnóży Gór Leluchowskich leżą miejscowości: Muszyna, Powroźnik, Tylicz i Muszynka. Obecnie wnętrze gór jest prawie całkowicie zalesione i bezludne, czym przypomina sąsiedni Beskid Niski. Jedyną wsią w głębi gór jest Wojkowa nad Potokiem Wojkowskim. Poza tym nad Smereczkiem, na samej granicy, leżą wsie Leluchów i Dubne, zamieszkane przez unikatową grupę etnograficzną Wengrinów.

## Turystyka
Pasmo Leluchowskie jest rzadko odwiedzane przez turystów. Bogdan Mościcki: „Niegdyś było w tym paśmie wiele polan, dziś widokowe pozostały tylko grzbiety Malnika (726), Zdziaru (838) i otoczenie Wojkowej”. Przez Pasmo Leluchowskie biegną trzy znakowane piesze szlaki turystyczne:
 – żółty: Muszyna – szczyt Dubne – Wojkowa – Muszynka
 – niebieski: Powroźnik – szczyt Dubne – Kraczonik – Leluchów
 – czerwony wzdłuż granicy polskiej: Obručné – Kamienny Horb – Pusta – Wysoka Horka – Bukowina – Przełęcz Tylicka.